# Ranunculus turneri
Ranunculus turneri är en ranunkelväxtart som beskrevs av Edward Lee Greene. Ranunculus turneri ingår i släktet ranunkler, och familjen ranunkelväxter. Inga underarter finns listade i Catalogue of Life.